# جوردن هادفيلد
جوردن هادفيلد (بالإنجليزية: Jordan Hadfield)‏ هو لاعب كرة قدم بريطاني في مركز الوسط، ولد في 12 أغسطس 1987 في Swinton, Greater Manchester ‏ في المملكة المتحدة. لعب مع أشتون يونايتد وستوكبورت كونتي وماكليسفيلد تاون وميلتون كينز دونز ونادي ألترينتشام ونادي كيترينغ تاون.

## وصلات خارجية
- جوردن هادفيلد على موقع قاعدة بيانات كرة القدم.إي يو (الإنجليزية)
- جوردن هادفيلد على موقع Soccerbase.com (لاعب) (الإنجليزية)